# Michalīs Kavelīs
Michalīs Kavelīs (in greco: Μιχάλης Κάβελης; 29 settembre 1966) è un ex calciatore cipriota, di ruolo portiere.

## Carriera
Ha giocato la sua unica partita per la nazionale cipriota nel 1991.